# Алберт Гьоринг
Алберт Гюнтер Гьоринг (на немски: Albert Günther Göring) е немски предприемач, инженер, активно помагал на евреи и немски десиденти по времето на Нацистка Германия. Алберт Гьоринг е по-малък брат на райхсмаршала Херман Гьоринг.

## Биография
Алберт е роден на 9 март 1895 година в Берлин, Германска империя. Той е петото дете на първия райхскомисар на Германска Югозападна Африка Хайнрих Ернст Гьоринг и съпругата му Франциска (Фани) Тифенбрун, която е от баварско селско семейство.
По време на Първата световна война Алберт служи в Имперската германска армия като свързочен инженер.
След като нацистите идват на власт в Германия, той приема австрийско гражданство. През 1934 г. получава работа в ателие на виенската компания за звукови филми Tobis-Sascha Filmindustrie AG, най-голямата филмова компания в Австрия. След Аншлуса Алберт публично демонстрира несъгласието си с нацистката расова политика и се премества да живее в Букурещ, където, използвайки влияние и връзки, оказва различна помощ на еврейски познати. През 1938 г. получава назначение в италианския клон на филмовата компания.

## Антинацистка дейност
През март 1938 г. Алберт подава петиция за освобождаването на бившия си шеф, евреина Оскар Пилцер, който е арестуван от германските власти веднага след Аншлуса и веднага след освобождаването му помага на него и семейството му да емигрират. По време на Втората световна война нелегален антифашистки кръг действа сред работниците на „Шкода“, извършвайки саботажни действия срещу нацистите. Алберт е работил на ръководна позиция във фирмата, а клубът е действал със знанието му и с неговата негласна подкрепа. През 1942 г. Алберт Гьоринг помага на директора на „Шкода“ Ян Моравец да избяга със семейството си в Румъния от преследване от Гестапо.
Бракът на Алберт с жена от чешка националност Мила Клазарова през 1942 г. е от нацистка гледна точка престъпление срещу чистотата на арийската раса.
През 1944 г. Алберт е арестуван от Гестапо. Херман постига освобождаването му и съветва брат си да стои далеч от политиката, и че следващия път райхсмаршалът, чието политическо влияние намалява, не може да го спаси. След като изслуша съвета на брат си, Алберт се премества да живее в Залцбург. Общо Алберт Гьоринг спасява повече от 34 души от нацистките лагери, както е известно от списъка, който той съставя след края на войната в затвора. Сред тях е семейството на австрийския композитор Франц Лехар, автор на любимата оперета на Адолф Хитлер „Веселата вдовица“. По молба на брат си Херман Гьоринг допринася за предоставянето на съпругата на композитора София, еврейка, статут на почетен ариец. Той също така помога на бившия австрийски канцлер Курт фон Шушниг с освобождаването му.

## След войната
След войната Алберт е арестуван и разпитван по време на Нюрнбергски процеси. Много от тези, на които е помогнал, обаче свидетелстват в негова защита и той е освободен.
След освобождението си Алберт се завръща в Германия, но е отбягван заради фамилията си. От време на време намира работа като писател и преводач и живее в скромен апартамент, далеч от баронския блясък на детството си. След като узнава за изневерите му, съпругата му Мила се развежда с него и емигрира в Лима, Перу, с дъщеря им Елизабет. През последните си години Алберт живее с държавна пенсия. Знаел е, че ако се ожени, след смъртта му пенсионните плащания ще бъдат прехвърлени на жена му. В знак на благодарност той се жени за икономката си през 1966 г., за да получи тя пенсията му. Една седмица по-късно Алберт Гьоринг умира на 20 декември 1966 г., без военновременната му антинацистка дейност да е публично призната.
Мемориал „Яд ва-Шем“ не го признава за Праведник на света и заявява, че за да получи званието човек трябва да оговаря на определени критерии „най-основният от които е, че човек е рискувал своя/нейния живот, за да спаси евреи от депортиране и убийство“ и допълва, че „досега Яд ва-Шем не е получил никаква документация, която да позволи този случай [на Алберт Гьоринг] да бъде представен на комисията“, и „книгите или статиите са произведения за анализ и интерпретация и следователно не могат да се използват за целите на признаването като Праведник“.